# Rubble (mèo)
Rubble (sinh khoảng tháng 4 năm 1988) là một con mèo nhà thuộc sở hữu của Michelle Foster ở Exeter, Devon, Anh. Foster có được con mèo khi nó còn là một con mèo con vào hoặc gần sinh nhật thứ 20 của cô. Rubble – một con mèo thuộc giống mèo Maine Coon – đã chết vào tháng 7 năm 2020, hưởng dương 32 tuổi.
Foster nói rằng: "Nó là một con mèo đáng yêu, mặc dù có một chút gắt gỏng khi về già. Tôi đã nhận nuôi nó ngay trước sinh nhật thứ 20 của tôi khi nó còn là một con mèo con. Rubble bị huyết áp cao nên nó cần dùng thuốc thường xuyên và City Vets đã giúp đỡ rất nhiều trong việc giữ cho nó khỏe mạnh." Foster nói thêm: "Nó vẫn còn rất nhiều sinh lực, nhưng tôi không nghĩ rằng chúng tôi sẽ đi theo con xác nhận kỷ lục Guinness thế giới vì tôi không chắc nó sẽ muốn nhiều người đến gặp hay làm phiền. Bây giờ nó đã già và không muốn quá chú ý hay bị làm phiền. Chúng tôi sẽ thích nếu nó sống tuổi già trong yên bình." Sinh nhật lần thứ 30 của Rubble được tổ chức với một bữa tiệc tại văn phòng bác sĩ thú y của mình. Nó thưởng thức những món ăn yêu thích và chiêu đãi và được kiểm tra miễn phí.
Con mèo sống lâu đời nhất trước đây ở Anh, Nutmeg từ Tyne và Wear, đã qua đời vào tháng 9 năm 2017. Rubble hiện khá tương đồng với tuổi của Scooter, một con mèo Xiêm cũng đạt được tuổi 30 và được Sách Kỷ lục Guinness công nhận. Scooter đã chết trong năm tuổi thứ 30 của mình.
Con mèo già nhất trong lịch sử thế giới theo sách kỷ lục là Creme Puff, sinh ngày 3 tháng 8 năm 1967 và sống đến ngày 6 tháng 8 năm 2005. Tổng cộng 38 năm và 3 ngày.